# Israil Izkowitsch Brechman
Israil Izkowitsch Brechman (russisch Израиль Ицкович Брехман; * 20. November 1921 in Samara; † 9. Juli 1994) war ein sowjetischer Pharmakologe. Er forschte auf dem Gebiet der biologisch aktiven Substanzen, insbesondere der Adaptogene, und gilt als Begründer der Valeologie.

## Leben und Wirken
Brechman, Sohn eines Schneiders, wurde 1921 in Samara geboren, wohin seine Eltern wegen der antijüdischen Pogrome aus der Ukraine geflohen waren. 1940 erhielt er einen Platz an der Militärmedizinischen Akademie in Leningrad, wo er sich auf Pharmakologie spezialisierte und zum Schüler von Nikolai Lasarew wurde.
Während der Leningrader Blockade war Brechman im Dezember 1941 während der Evakuierung Kommandeur einer Kompanie am Ufer des Ladogasees und führte die Kolonne der Kadetten an. Nach seiner Approbation als Arzt 1945 wurde er von der Marine in den Fernen Osten Russlands geschickt, wo er den Rest seines Lebens verbrachte. Bis 1957 arbeitete er im Sanitätsdienst der Pazifikflotte. Er promovierte 1948 und habilitierte sich 1956 zum Thema „Materialien zur Pharmakologie der Ginsengwurzel“. Nach seiner Entlassung aus den Streitkräften leitete er als Professor die Abteilung für die Regulierung biologischer Prozesse am Pazifischen Ozeanographischen Institut der Akademie der Wissenschaften der UdSSR und war Gründer und ständiger Leiter des Komitees für das Studium fernöstlicher Heilpflanzen.
Der Fokus von Brechmans Arbeit lag neben dem asiatischen Ginseng (Panax ginseng) auf dem sibirischen Ginseng (Eleutherococcus senticosus), über den er seit 1960 einschlägig veröffentlichte. Nur zwei Jahre nach seiner ersten Veröffentlichung über diese Pflanze wurde ein Eleutherococcus-Extrakt vom Pharmakologischen Komitee des Gesundheitsministeriums der UdSSR für den klinischen Gebrauch als „Stimulans“ zugelassen.
Brechman hielt fast 40 Patente über natürliche Pflanzenstoffe, darunter 21 internationale Patente. Er veröffentlichte 22 Monographien und hunderte von wissenschaftlichen Artikeln. Er organisierte und leitete drei internationale Symposien über Adaptogene in Hamburg, Moskau und Chabarowsk. 
Er starb unerwartet am 9. Juli 1994. Im März 1996 wurde das Fachgebiet Valeologie in der Russischen Föderation offiziell registriert. Zu diesem Zeitpunkt gab es an den medizinischen Universitäten in Russland 73 Lehrstühle und drei Fakultäten für Valeologie.
Aufgrund seiner wissenschaftlichen Leistungen und herausragenden Beiträge erhielt Brechman 1983 den Leninorden. Weiterhin wurde er mit der Medaille „Sieg über Deutschland“ sowie der Ehrenurkunde des russischen Parlaments ausgezeichnet.

## Schriften (Auswahl)
- Man and biologically active substances: The effect of drugs, diet and pollution on health. Pergamon Press, Oxford 1980, ISBN 0-08-023169-1.